# Communauté de communes Nord Charolais
La communauté de communes Nord Charolais, aussi appelée CCNC, est une ancienne communauté de communes française, située dans le département de Saône-et-Loire et la région Bourgogne.

## Composition
Elle était composée des communes suivantes :
1. Dompierre-sous-Sanvignes
2. Grandvaux
3. Marly-sur-Arroux
4. Martigny-le-Comte
5. Oudry
6. Palinges (siège)
7. Saint-Aubin-en-Charollais
8. Saint-Bonnet-de-Vieille-Vigne
9. Saint-Romain-sous-Versigny
10. Saint-Vincent-Bragny

## Historique
Le 1er janvier 2014, elle fusionne avec les communautés de commune du Canton de Charolles et du Val de Joux pour former la Communauté de communes du Charolais.

## Sources
- Site de la Communauté de communes Nord Charolais
- Carte de l'Intercommunalité de Saône-et-Loire (Rubrique Connaissance du territoire/Cartothèque)